# Tico-tico-de-vilcabamba
Tico-tico-de-vilcabamba  (Atlapetes terborghi) é uma espécie de ave da família Emberizidae.
É endémica do Peru.
Os seus habitats naturais são: regiões subtropicais ou tropicais húmidas de alta altitude.